# Indukční efekt
Indukční efekt (též induktivní efekt) je změna elektronové hustoty působením substituentu s rozdílnou elektronegativitou. K této změně dochází vlivem polarizace vazby, která indukuje parciální náboje. Jejich vliv se dále šíří po σ-vazbách a rychle slábnou (vzdálenost 2-3 vazeb).

## Záporný indukční efekt
| Substituenty s -I efektem               |
| --------------------------------------- |
| -O+R2 > -N+R3 > -P+R3 > -As+R3 > -Sb+R3 |
| -O+R2 > -S+R2 > -Se+R2 > -Te+R2         |
| =N+R2 > -N+R3 > -NO2 > -NR2             |
| -SO2R > -SO3 > -SOR > -SR               |
| -F > -OR > -NR2 > -CR3                  |
| -F > -Cl > -Br > -I                     |
| ≡N > =NR > -NR2                         |
| -C≡CH > -CH=CH2 > -CH2-CH3              |

Atomy nebo funkční skupiny (substituenty), které přitahují vazebné elektrony silněji než uhlík (jsou elektronegativnější) a tudíž snižují elektronovou hustotu, mají záporný indukční efekt -I.
Xδ−←CH2δ+←CH2δδ+←CH2δδδ+—CH2—CH3

## Kladný indukční efekt
| Substituenty s +I efektem             |
| ------------------------------------- |
| -N−R > -O− > -S−                      |
| -C(CH3)3 > -CH(CH3)2 > -CH2CH3 > -CH3 |
| Kovy                                  |

Atomy nebo funkční skupiny (substituenty), které přitahují vazebné elektrony slaběji než uhlík (jsou elektropozitivnější) a tudíž zvyšují elektronovou hustotu, mají kladný indukční efekt +I.
Yδ+→CH2δ−→CH2δδ−→CH2δδδ−—CH2—CH3

## Projevy
Indukční efekt se projevuje v následujících případech:
- -I efekt zvyšuje kyselost karboxylových kyselin (dochází k větší polarizaci vazby O-H).
- Podle vlivu indukčního efektu spolu s mezomerním efektem se rozdělují substituenty při elektrofilní aromatické substituci do dvou tříd.
- Indukční efekt způsobuje reaktivitu Grignardových činidel.